# Piazza Naqsh-e jahàn
La piazza Naqsh-e jahān (in persiano: in persiano میدان نقش‌ جهاﻥ‎, meidān Naqsh-e jahān ossia "L'immagine del mondo") - chiamata anche Meidān-e Shāh o, più di recente, Meidān-e Emām (Piazza dello Scià e Piazza dell'Imam) - è un luogo di notevole importanza storica e culturale che si trova nella città di Eṣfahān, in Iran. Venne costruita tra il 1598 e il 1629. Nel 1979 è stata inserita nell'elenco dei patrimoni dell'umanità dell'UNESCO. Le vaste dimensioni della piazza la rendono tra le più grandi al mondo. Misura 160 metri di larghezza per 560 metri di lunghezza, con una superficie di 89.600 metri quadrati.
Intorno alla piazza sorgono numerosi edifici risalenti all'epoca safavide:
- nel lato sud la Moschea dello Scià;
- nel lato ovest il palazzo Ali Qapu;
- nel lato est la Moschea Sheikh Lotfallah;
- nel lato nord la piazza si apre nell'antico Bazar di Esfahan.

La piazza è inoltre raffigurata sul retro della banconota iraniana da 20.000 rial.

## Storia

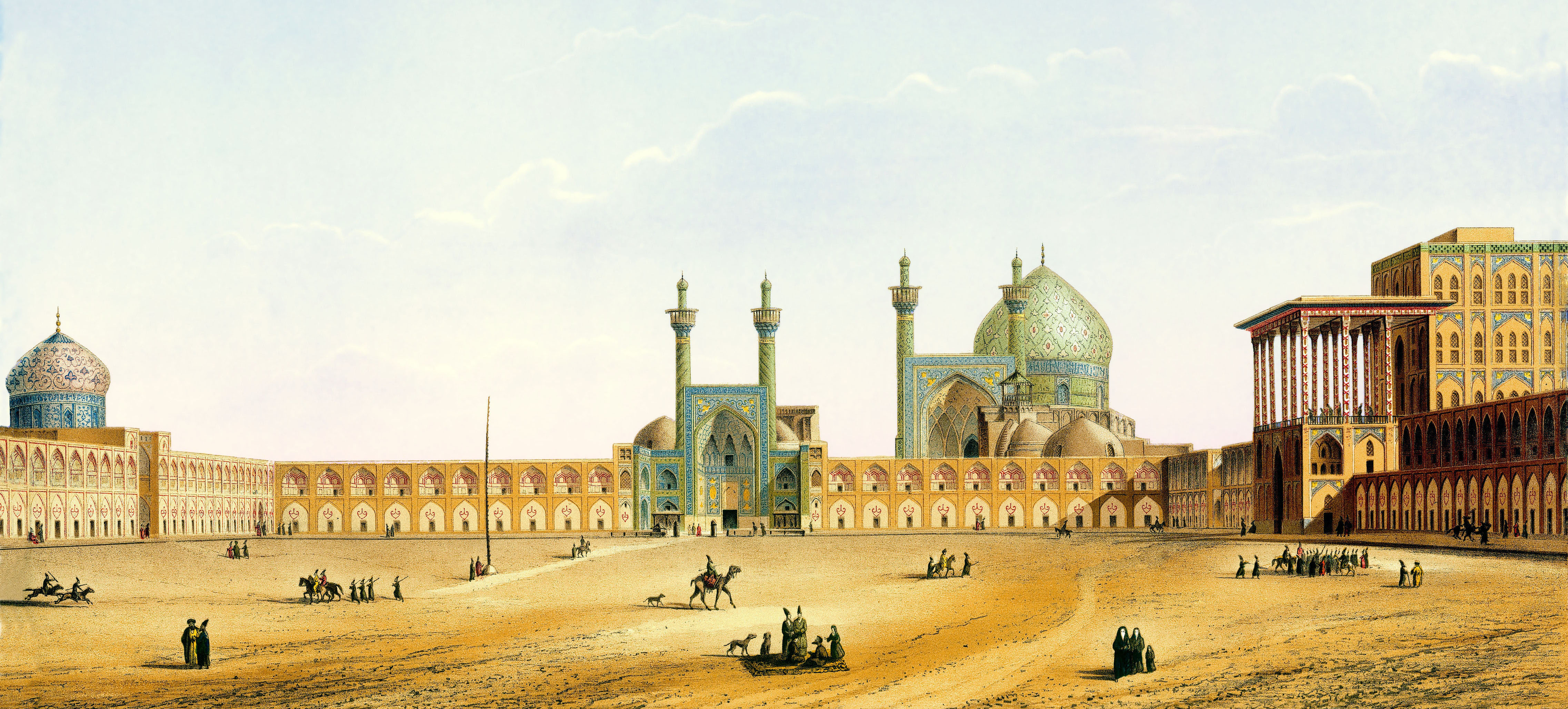
Disegno del XIX secolo della piazza Naqsh-e Jahan a Isfahan; questo disegno è opera dell'architetto francese, Xavier Pascal Coste, che ha viaggiato in Iran con l'ambasciata del re di Francia in Persia nel 1839.

Nel 1598, quando lo Shah Abbas decise di spostare la capitale del suo impero dalla città nord-occidentale di Qazvin alla città centrale di Esfahan, iniziò quello che sarebbe diventato uno dei più grandi programmi della storia persiana: il rifacimento completo della città. Scegliendo la città centrale di Esfahan, fertilizzata dal fiume Zāyande ("Il fiume che dà la vita"), sdraiato come un'oasi di intensa coltivazione nel bel mezzo di una vasta area di paesaggio arido, allontanò la capitale da eventuali attacchi futuri degli ottomani, i grandi rivali dei safavidi, e degli uzbeki, e allo stesso tempo guadagnò un maggiore controllo sul Golfo Persico, che era da poco diventato un'importante via commerciale degli olandesi e della Compagnia britannica delle Indie orientali.
L'architetto capo di questo compito colossale di pianificazione urbana fu Shaykh Bahai (Baha 'ad-Din al-`Amili), che concentrò il programma su due caratteristiche principali del piano di Shah Abbas: il viale Chahar Bagh, affiancato da tutte le istituzioni di spicco della città, come le residenze di tutti i dignitari stranieri, e la piazza Naqsh-e Jahan ( "Esemplare del mondo"). Prima della salita dello Shah al potere, la Persia aveva una struttura di potere decentralizzata, in cui le diverse istituzioni davano battaglia per il potere, che era costituito sia dai militari (i Kizilbash) che dai governatori delle varie province che componevano l'impero. Shah Abbas volle minare questa struttura politica, e la rinascita di Esfahan, come grande capitale della Persia, fu un passo importante per la centralizzazione del potere. L'ingegnosità della piazza, o Maidan, era che, con la costruzione di essa, Shah Abbas avrebbe riunito i tre componenti principali del potere della Persia nella sua piazza; il potere del clero, rappresentato dal Masjed-e Shah, il potere dei mercanti, rappresentati dal Bazar Imperiale, e, naturalmente, il potere dello Scià se stesso, residente nel palazzo Ali Qapu.

## Maidan, la piazza Reale

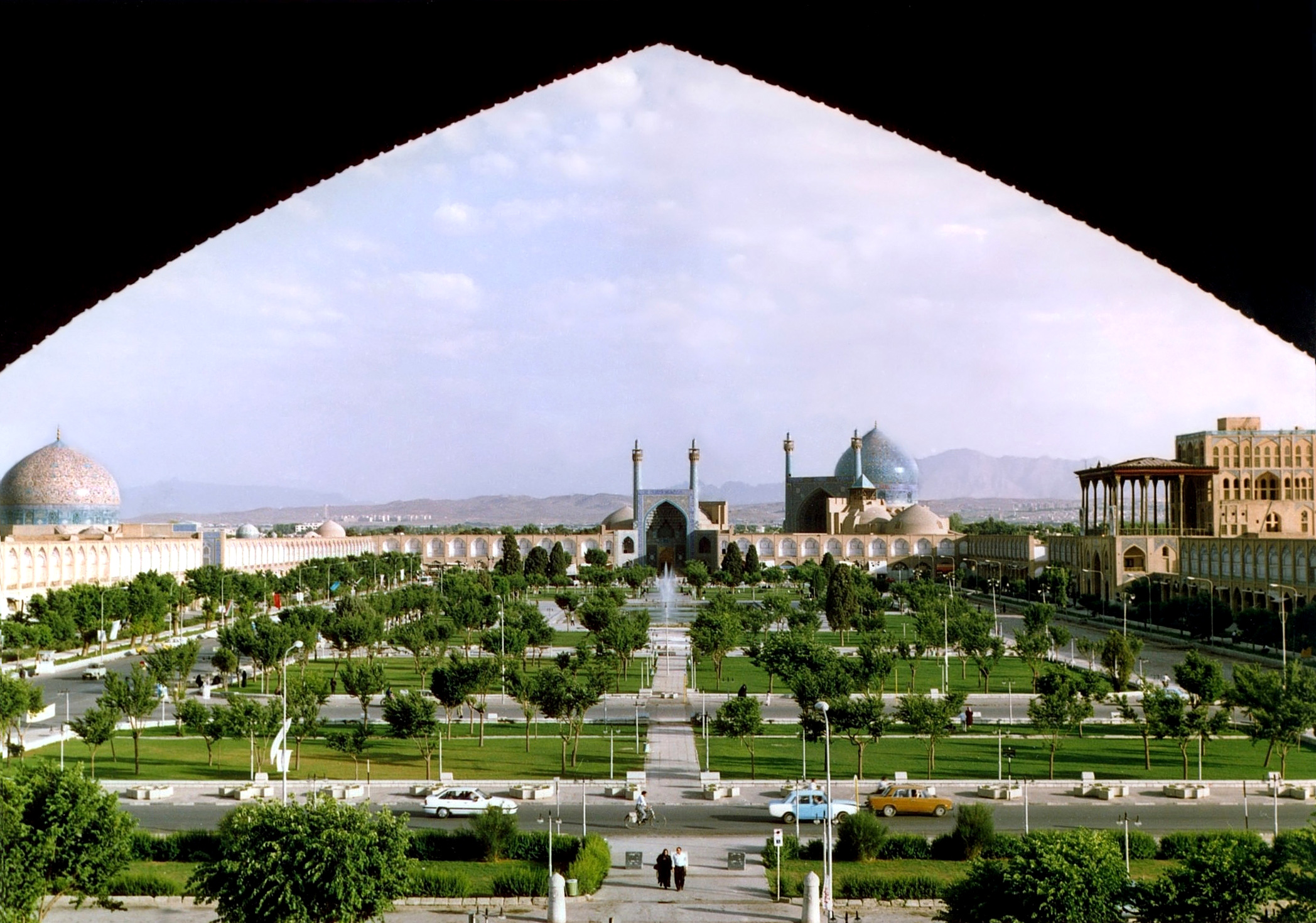
Una vista della piazza

Maidan era il luogo dove lo Scià e il popolo si incontravano. Costruita con una fila di edifici a due piani di negozi, affiancata da un'architettura imponente, e giungendo fino al lato nord, dove era situato il Bazar imperiale, la piazza era un'arena di intrattenimenti e di commerci, scambiati tra persone provenienti da tutti gli angoli del mondo. Esfahan era una tappa fondamentale lungo la Via della Seta, dove le merci provenienti da tutti i paesi civili del mondo, dal Portogallo in Occidente, al Regno Medio in Oriente, trovavano il loro corso nelle mani di mercanti di talento che sapevano trarne i migliori profitti.
La piazza reale fu ammirata anche dagli europei che visitarono Esfahan durante il regno di Shah Abbas'. Pietro Della Valle ammise che la Maidan di Esfahan, per bellezza, aveva persino eclissato Piazza Navona a Roma, sua città natale.
(Pietro Della Valle)
Durante il giorno, gran parte della piazza era occupata dalle tende e dai banchi di commercianti, che pagavano un affitto settimanale al governo. C'erano anche animatori e attori. Per placare la fame, erano disponibili alimenti o fette di melone cotto, mentre tazze di acqua erano distribuite gratuitamente dai portatori d'acqua pagati dai negozianti. All'ingresso del Bazar imperiale, c'erano dei locali, dove le persone potevano rilassarsi davanti a una tazza di caffè. Questi negozi si possono trovare ancora oggi, anche se la bevanda di moda del secolo passato è stata il tè, piuttosto che il caffè. Al crepuscolo, i bottegai smontavano i loro banchi, e il rumore dei commercianti e degli acquirenti veniva sostituito da Dervisci, mimi, giocolieri, burattinai, acrobati e prostitute.
Ogni tanto la piazza veniva spazzata in occasione di cerimonie pubbliche e feste. Una di queste occasioni era l'evento annuale del Nowruz, il capodanno persiano. Inoltre, anche lo sport nazionale persiano del polo poteva essere giocato nella Maidan, fornendo allo Shah, residente nel palazzo Ali Qapu, e agli acquirenti dei bazar qualche intrattenimento. Il marmo, eretto da Shah Abbas è ancora in piedi alle due estremità della piazza.

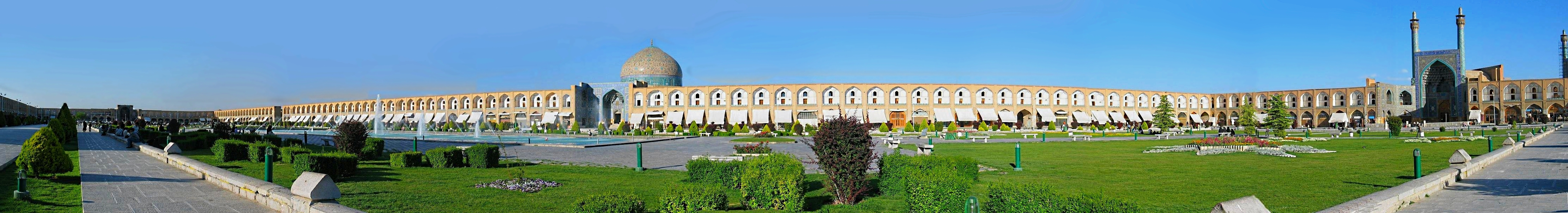
Panorama della piazza

Sotto Abbas, Esfahan divenne una città molto cosmopolita, con una popolazione residente di turchi, georgiani, armeni, indiani, cinesi e un numero crescente di europei. Shah Abbas portò circa 300 artigiani cinesi nei laboratori reali per insegnare l'arte della porcellana. Gli indiani erano presenti in numero elevato, ospitati nei numerosi caravanserragli a loro dedicati, ed erano principalmente mercanti e cambiavalute. Gli europei erano mercanti, missionari cattolici, artisti e artigiani. Anche i soldati, di solito con esperienza in artiglieria, desideravano effettuare il viaggio dall'Europa in Persia. L'ambasciatore portoghese, De Gouvea, una volta dichiarò che:
()
Molti storici si sono interrogati rispetto al peculiare orientamento della Maidan. A differenza di molti edifici importanti, questa piazza non tradisce gli allineamenti con La Mecca, in modo che quando si entra all'ingresso del portale della Moschea dello Scià, si fa, quasi senza rendersene conto, la svolta a destra che consente di guardare verso La Mecca. Donald Wilber dà una spiegazione più plausibile a questo; la visione di Shaykh Bahai è stata quella di rendere la moschea visibile da qualsiasi punto del Maydan. L'asse del Maydan coincideva con l'asse della Mecca, la cupola della moschea sarebbe stata nascosta alla vista dal torreggiante ingresso-portale che conduce ad essa. Con la creazione di uno sfalsamento tra i due elementi architettonici, le due parti dell'edificio, l'ingresso-portale e la cupola, sono in vista perfetta per essere ammirati da tutti all'interno della piazza.
(Robert Byron, La via per l'Oxiana)

## I principali monumenti

### La Moschea dello Sceicco Lotf Allah

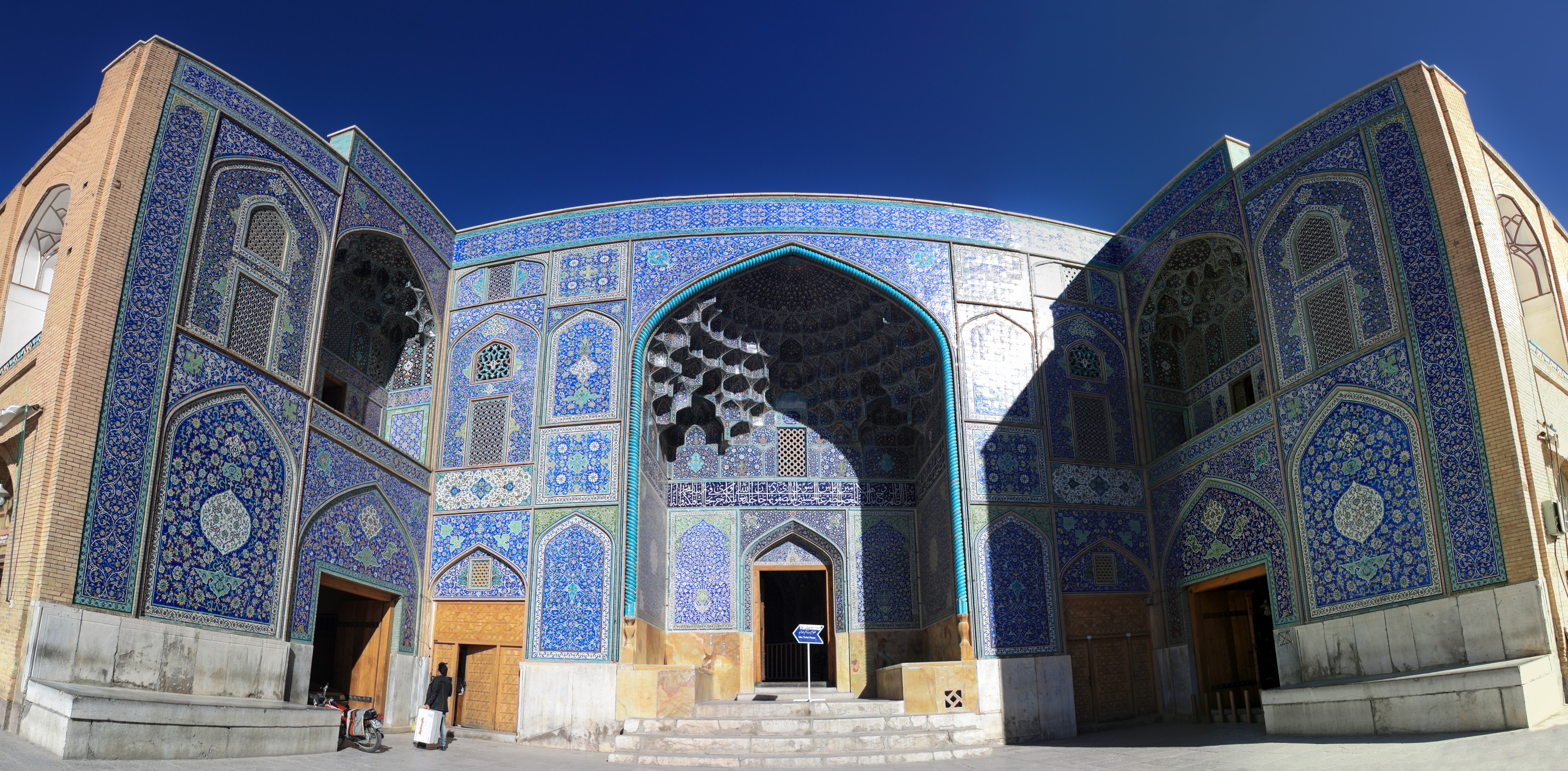
Moschea dello Sceicco Lotf Allah, vista dalla piazza

La moschea venne eretta fra il 1602 ed il 1619, durante il regno dello scià 'Abbas I il Grande, dall'architetto Muhammad Reza Esfahani. L'edificio è sormontato da una grande cupola il cui diametro interno è di 12 metri, appoggiata su mura spesse 170 centimetri. Essa rappresenta l'aspetto più caratteristico della moschea: il suo particolare interno (che richiama la coda del pavone) è costituito da piastrelle di diverse forme e dimensioni, alcune levigate altre ruvide, che vanno a formare un notevole effetto ottico con la luce penetrante dalle finestre del sottostante tamburo.
La moschea venne così nominata in onore dello Sceicco Lotfallah Maisi al-Amili, un dotto del XVI-XVII secolo che venne in visita nella città di Esfahan su invito dello scià regnante, il safavide ʿAbbās I, e che si stabilì in questi luoghi.

### Palazzo Ali Qapu

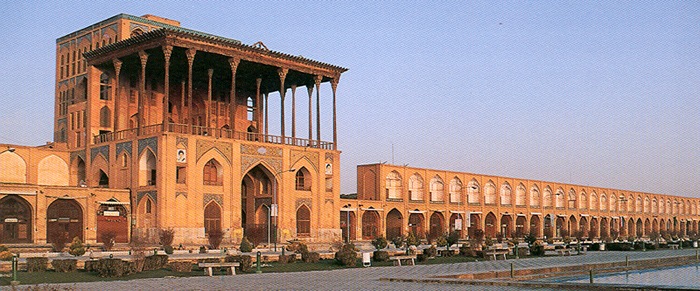
Il palazzo Ali Qapu

Il palazzo Ali Qapu segna l'ingresso al vasto quartiere residenziale dei sovrani safavidi, che si sviluppa oltre la piazza. La parola Qapu deriva infatti dalla lingua turca e significa "soglia reale". Esso venne eretto agli inizi del XVII secolo su ordine dello scià 'Abbas I il Grande, che lo utilizzò per gli incontri con i visitatori stranieri e con gli ambasciatori. L'edificio, a pianta rettangolare, si sviluppa su sei piani (per circa 48 metri di altezza) ed ha un vasto terrazzo nella sua parte frontale, con soffitto intarsiato sostenuto da colonne.
All'interno del palazzo vi sono ricchi affreschi di Reza Abbasi (il pittore di corte di ʿAbbās I) e della sua scuola, con numerosissimi motivi a soggetto naturalistico. Le porte e le finestre del palazzo erano in origine estremamente decorate, ma vennero quasi tutte saccheggiate o distrutte durante i periodi di anarchia sociale che si sono succeduti nei secoli, con l'eccezione di un'unica finestra al terzo piano. L'edificio venne restaurato durante il regno dello Scià Sultan Husain, ma cadde nuovamente in stato di abbandono durante il breve regno degli invasori afghani.
Durante il regno di Nasser al-Din Shah, della dinastia Qajar (XIX secolo), le piastrelle e cornici che sormontavano il portale (risalenti all'epoca safavide) vennero sostituite da piastrelle con iscrizioni.
Lo Scià 'Abbas II era entusiasta della perfezione dellʿAli Qapu e volle lasciare il segno con la costruzione della grande sala, che si trova al terzo piano. Le 18 colonne della sala sono ricoperte di specchi ed il soffitto è decorato con grandi affreschi.

Al sesto piano del palazzo si tenevano i ricevimenti reali e i banchetti. Qui si trovano le stanze più grandi di tutto il palazzo, con quella dedicata ai banchetti che abbondava in stucchi rappresentanti vasi e coppe di tutte le forme. Qui si trovava anche la cosiddetta sala della musica, dove gruppi musicali e solisti erano soliti suonare e cantare. Dalla galleria superiore poi i Safavidi assistevano alle partite di polo ed alle corse di cavalli che si tenevano nella sottostante piazza Naqsh-e jahān.

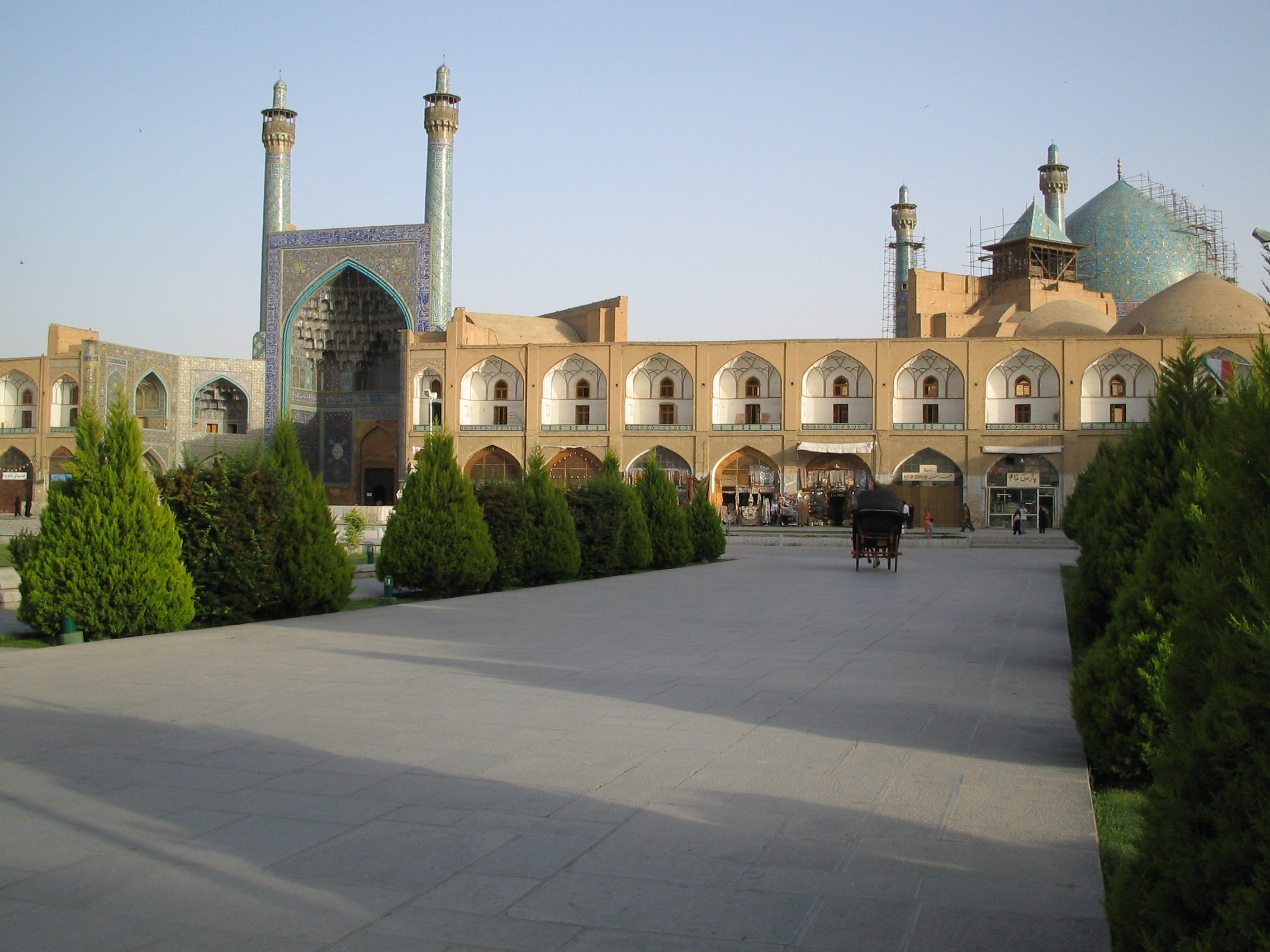
Una vista della Moschea dello Scià

### Moschea dello Scià
La Moschea dello Scià, rinominata in Moschea dell'Imam dopo la rivoluzione iraniana del 1979, venne costruita nel 1611. Il portale dell'edificio è alto 27 metri ed è affiancato da due minareti alti 42 metri. Tutte le mura dell'edificio sono decorate con tessere di mosaico di sette colori con un notevole effetto ottico.

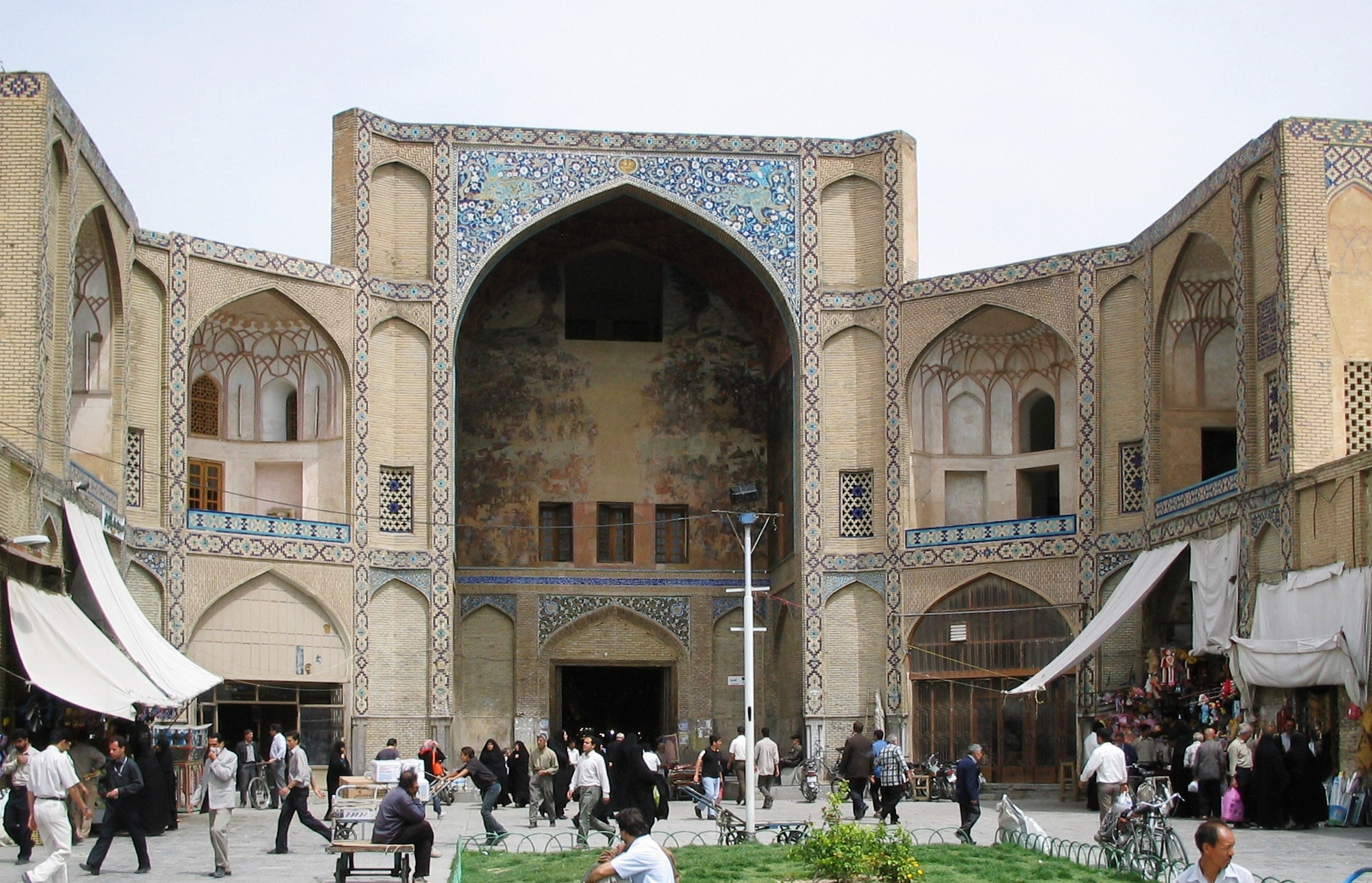
Ingresso del bazar

La porta di accesso, in legno ricoperto da strati di oro e argento, è decorata con alcuni poemi scritti in caratteri calligrafici nasta'liq. La moschea è dotata di 4 iwān o miḥrāb, dei quali il più grande è quello che indica la direzione de La Mecca. Dietro di esso si apre uno spazio ricoperto dalla più grande cupola della città, alta 52 metri.

### Il bazar imperiale
Il Bazar di Esfahan è un mercato storico e uno dei più antichi e più grandi bazar del Medio Oriente. Anche se l'attuale struttura risale al periodo safavide, parti di esso risalgono a più di un migliaio di anni addietro, risalenti alla dinastia selgiuchide. Si tratta di una strada coperta, lunga due chilometri, che collega la città vecchia alla nuova.

## Galleria d'immagini

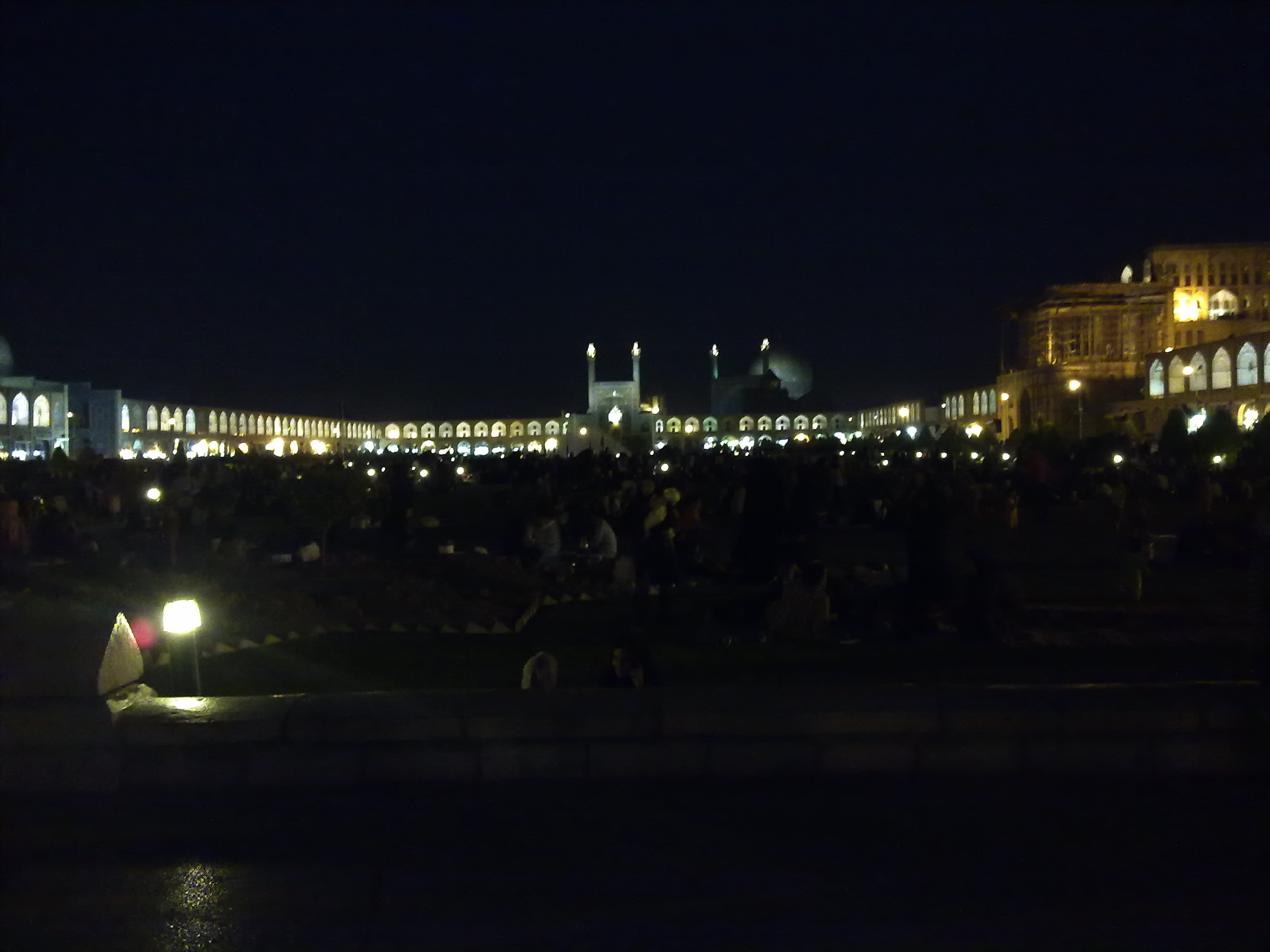
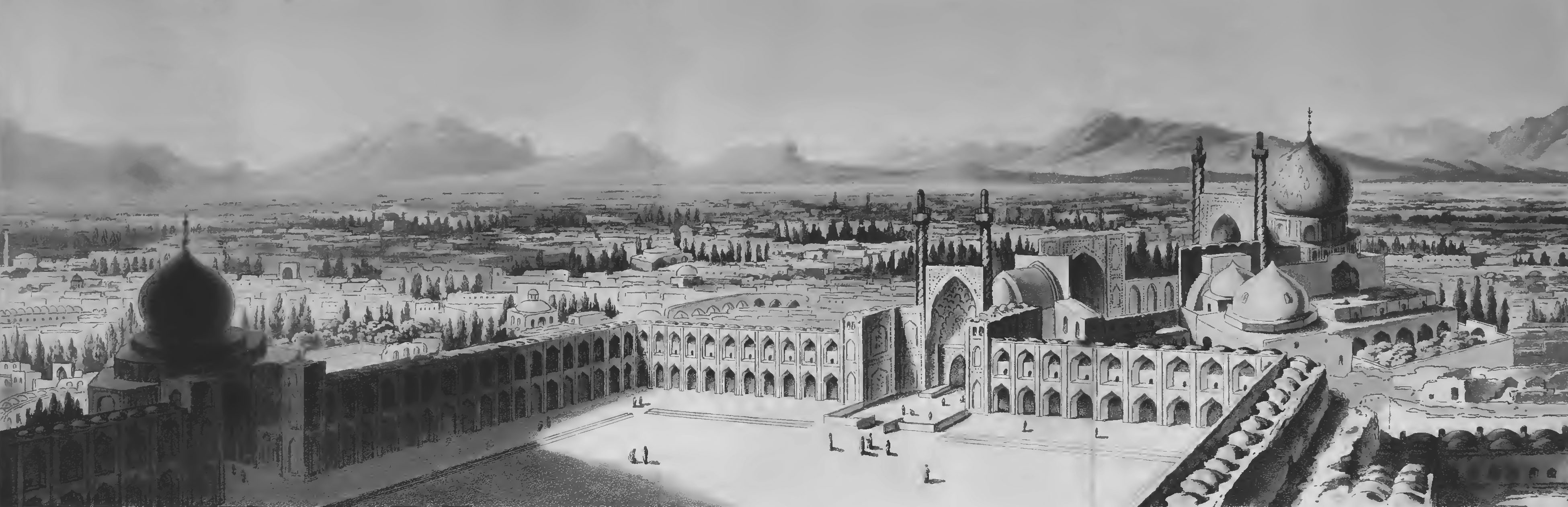
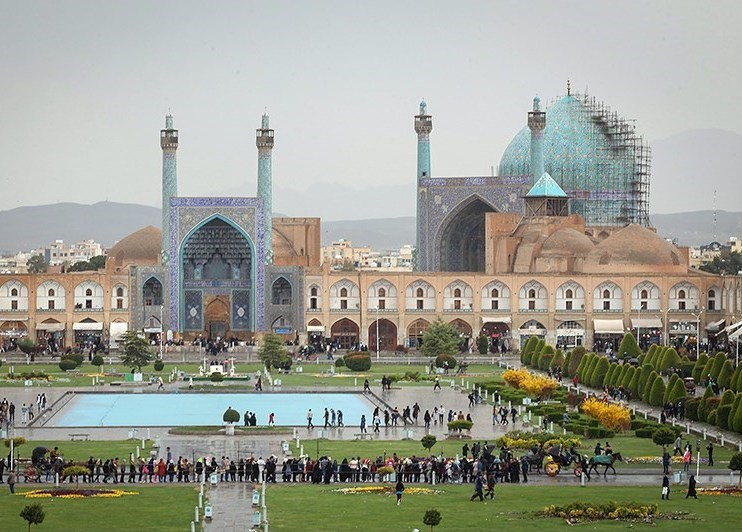
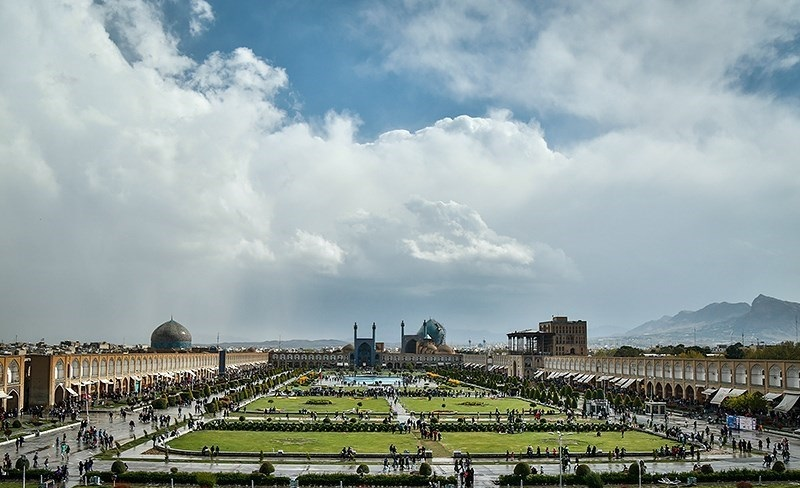
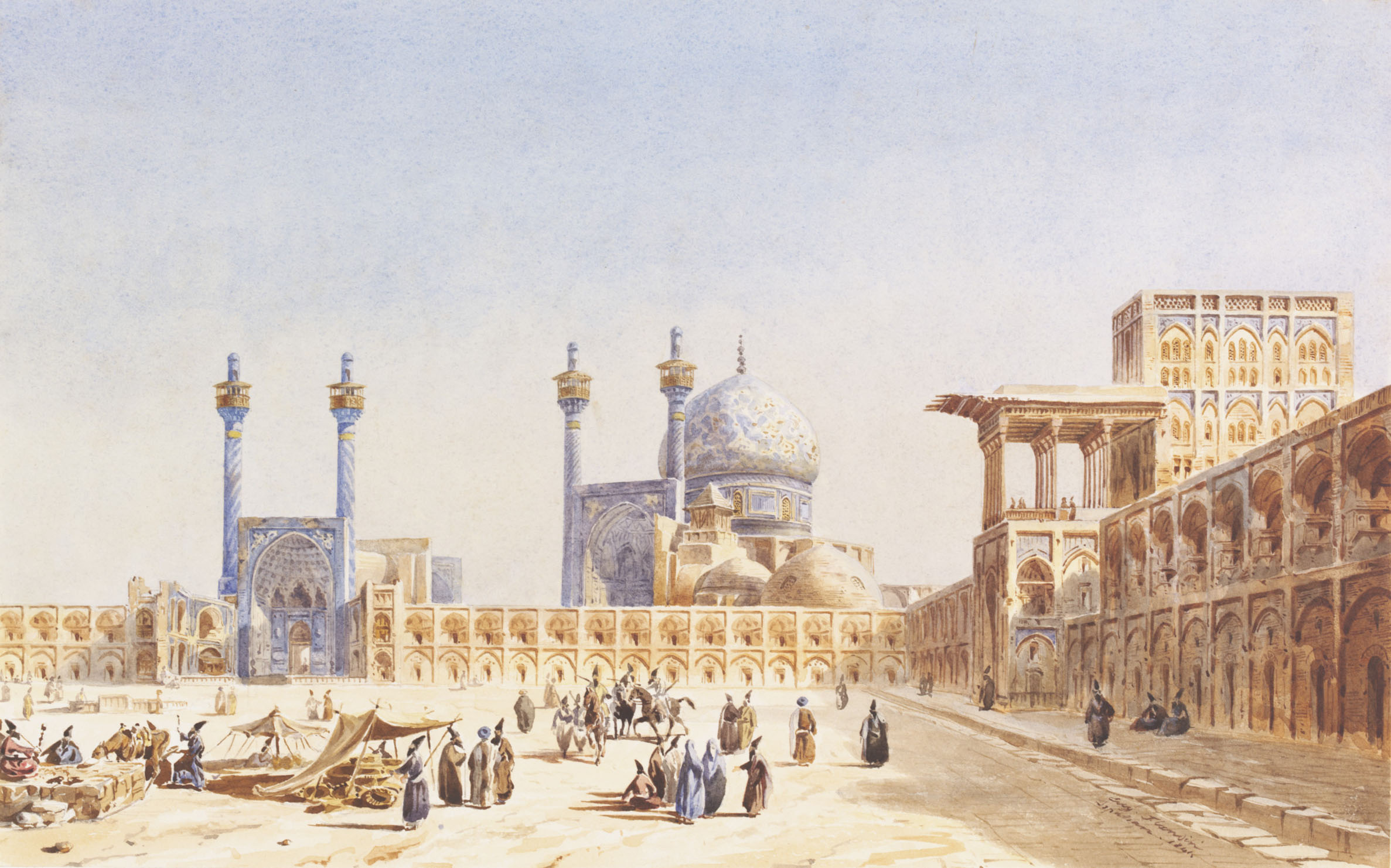
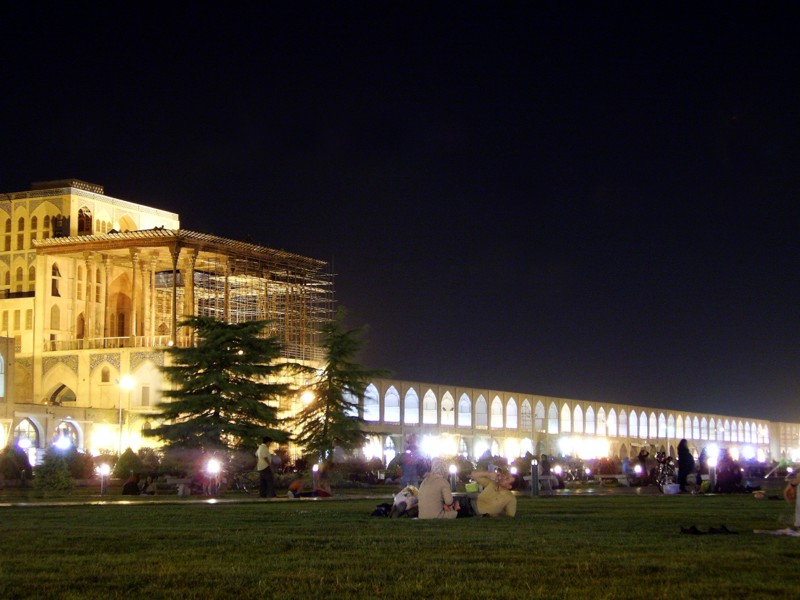
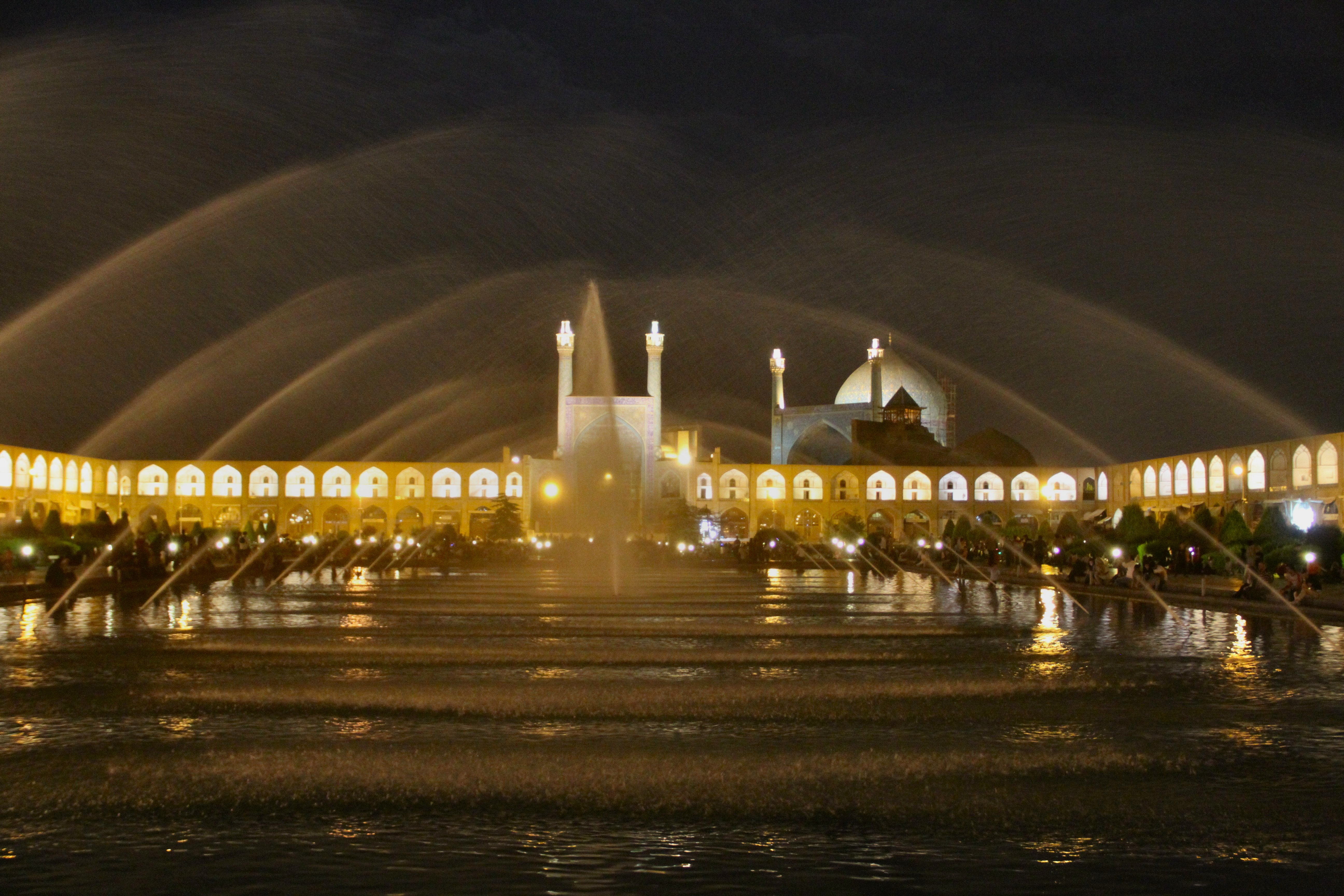
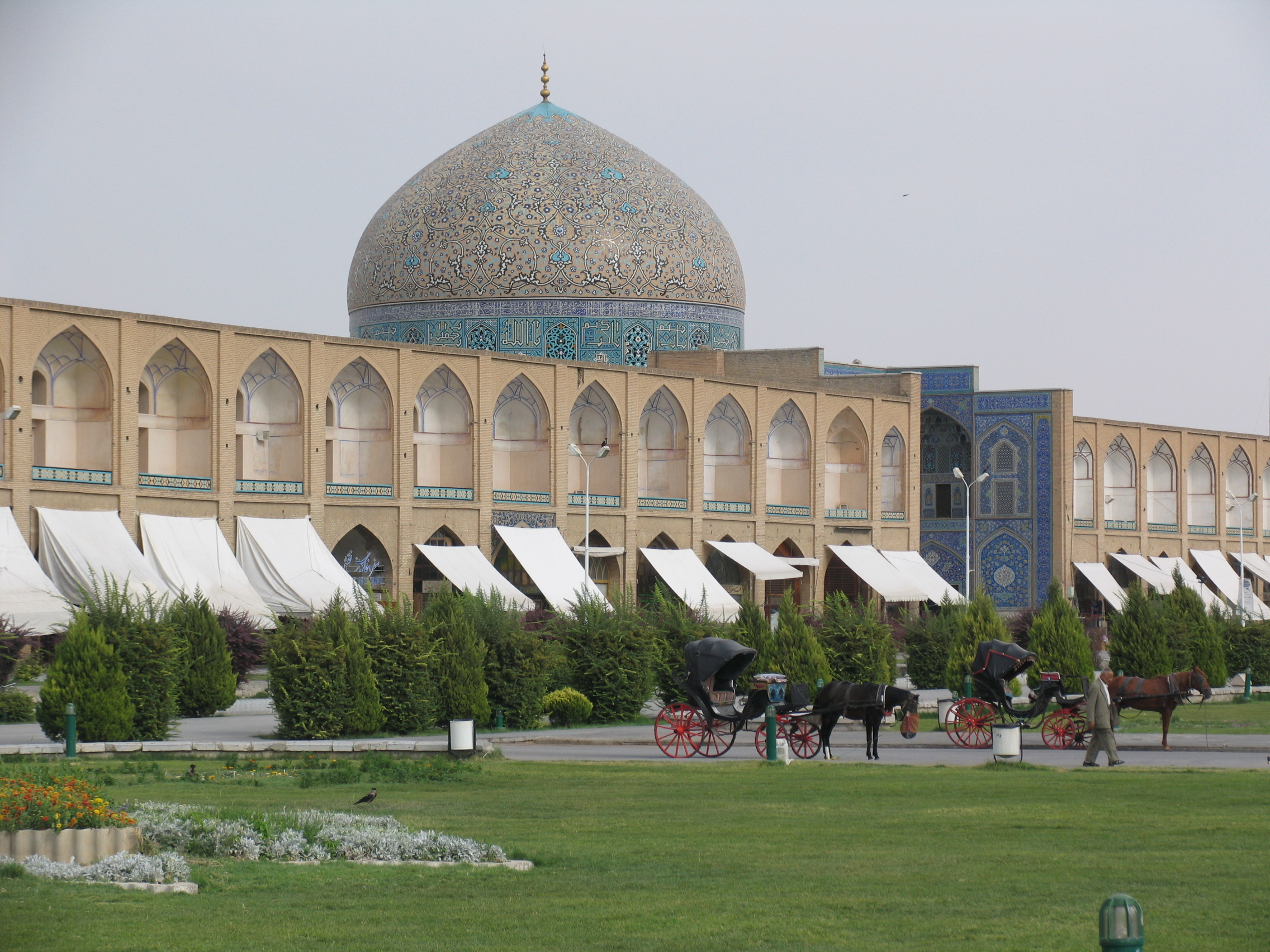
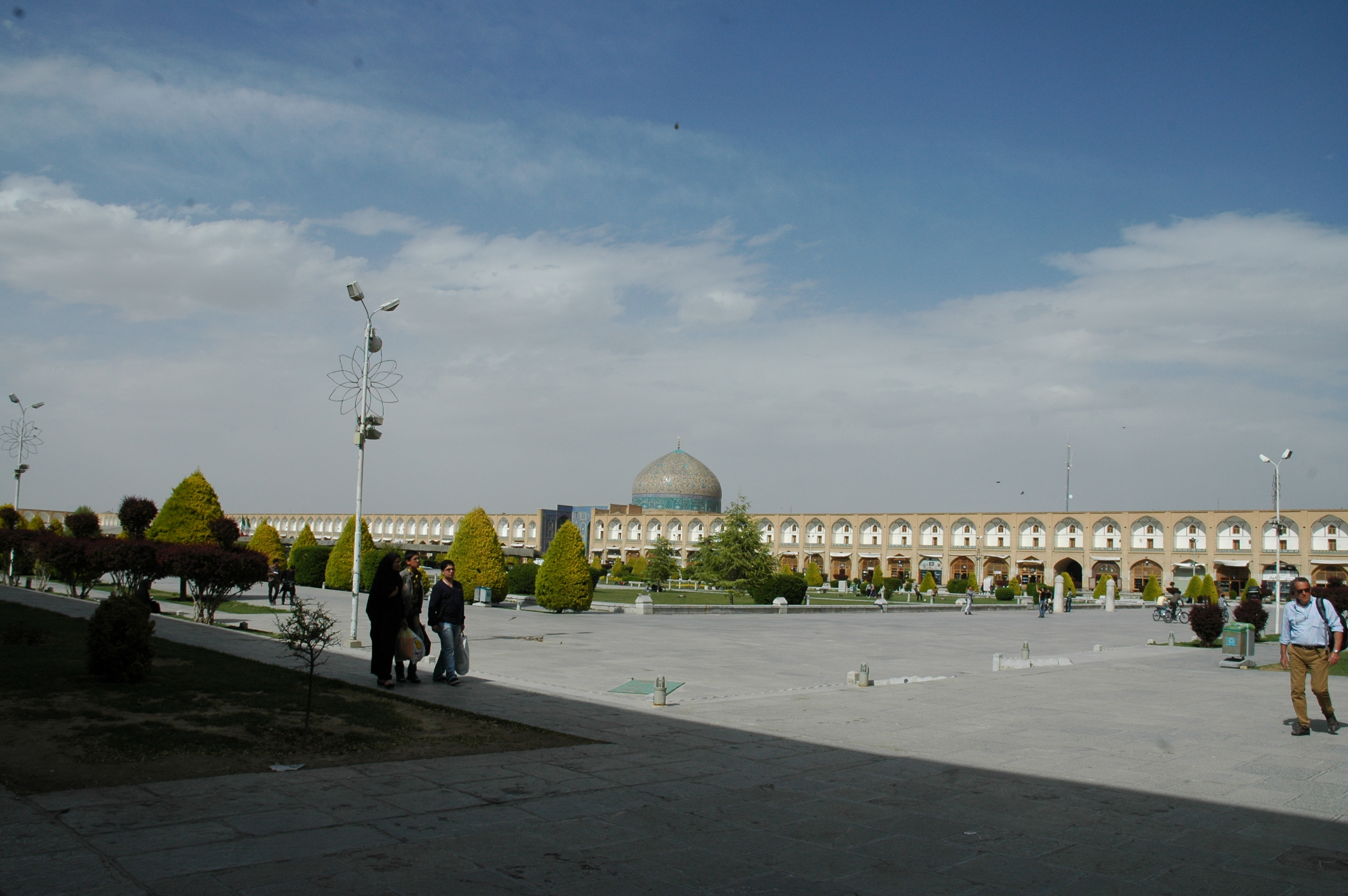
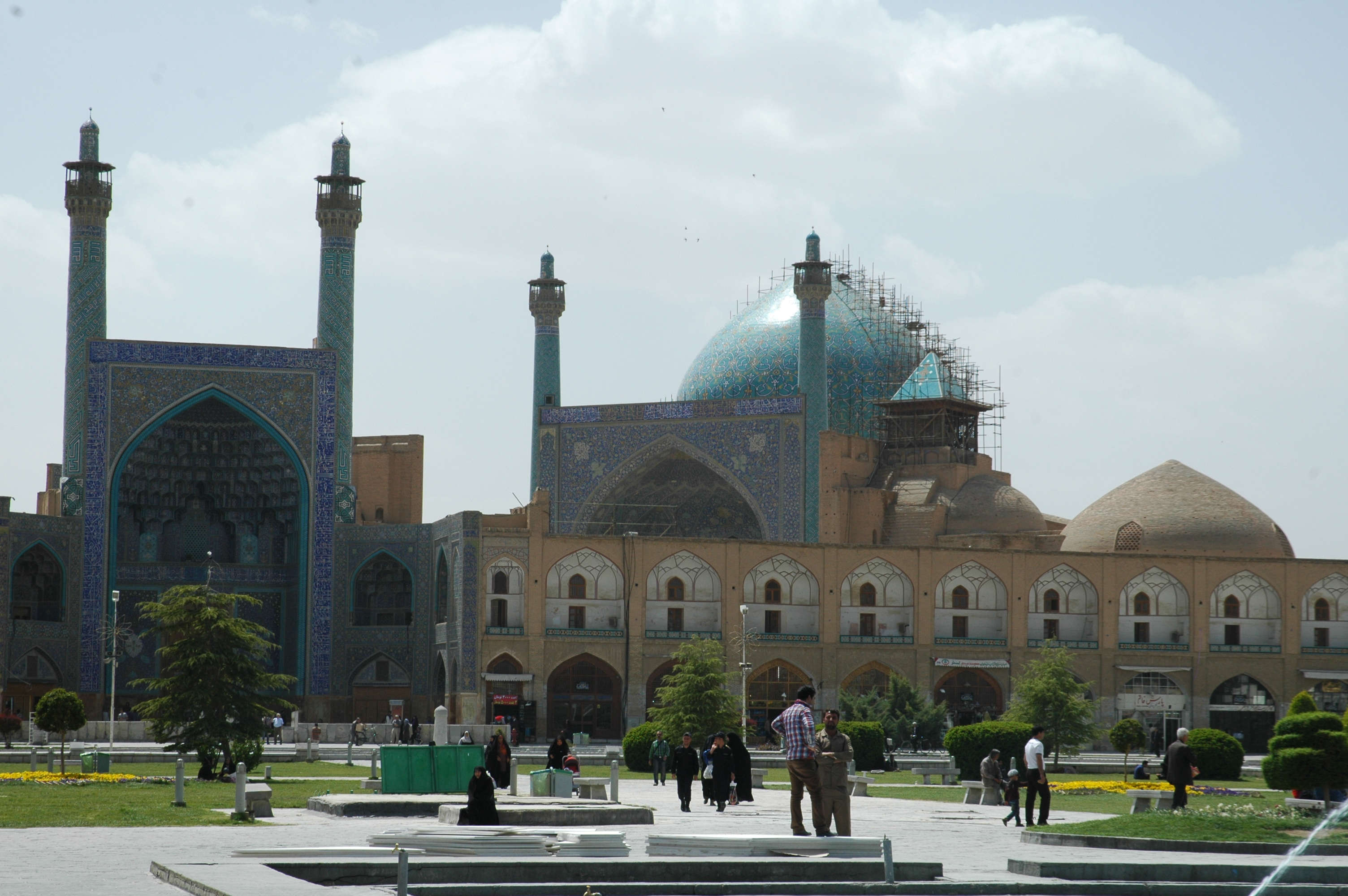